# ترکلین‌مکی
تُرْکِلین‌ْمَکی (به فنلاندی: Torkkelinmäki) یک منطقهٔ مسکونی در فنلاند است که در هلسینکی واقع شده‌است. ترکلین‌مکی ۰٫۲۳ کیلومتر مربع مساحت و ۷٬۱۷۲ نفر جمعیت دارد.